# Ганс Шнайдер (ватерполіст)
Ганс Шнайдер (нім. Hans Schneider, 21 жовтня 1909 — 19 липня 1972) — німецький ватерполіст.
Срібний призер Олімпійських Ігор 1936 року.